# Eduard el Vell
Eduard el Vell (en anglès Edward the Elder, en anglès antic: Ēadweard se Ieldra) (vers 870 - 17 de juliol de 924) va ser rei del regne anglosaxó de Wessex des del 899 fins a la seva mort. Durant el seu regnat, el petit regne de Wessex va continuar creixent incorporant els regnes d'Ànglia de l'Est, Essex i Mèrcia. Com el seu pare i antecessor Alfred el Gran, Eduard rebé el títol de "rei dels anglesos".

## Joventut i orígens
Eduard fou el segon fill (i primer mascle) del rei Alfred el Gran i la seva esposa Ealhswith. La data del seu naixement és incerta, però tenint en compte que els seus pares es van casar el 868 i la seva germana gran, Æthelflæd va néixer poc després, Eduard probablement va néixer entre el 874 i el 877.
L'obra del bisbe Asser, Vida del rei Alfred, parla d'altres germans i germanes més joves, com Ælfthryth, que seria la muller de Balduí II de Flandes; Æthelgifu, futura abadessa de Shaftesbury i Æthelweard, el seu germà petit.
Malgrat que Eduard era el primer fill mascle d'Alfred, tenia altres rivals que esperaven heretar la corona del seu pare, com és el cas dels seus cosins Æthelwold de Wessex i Æthelhelm, tots dos fills del seu oncle Ethelred de Wessex, que va ser rei abans que Alfred. Æthelwold i Æthelhelm eren deu anys més grans que Eduard i tenien més experiència en afers polítics i militars.

## Successió i primers anys de regnat
Efectivament, a la mort d'Alfred, Æthelwold de Wessex es va revoltar per reclamar la corona que havia sigut del seu pare. Va capturar diverses ciutats a Dorset, però quan Eduard va anar al seu encontre per oferir-li batalla, Æthelwold va fugir a terres sota control viking a Northumberland, on fou proclamat Rei. Mentrestant, Eduard fou coronat a Kingston upon Thames el 8 de juny del 900.
El 901, Æthelwold va salpar de Northumberland al davant d'una flota i va intentar que els vikings d'Ànglia de l'Est s'unissin a la seva revolta. Va atacar Mèrcia i el nord de Wessex, però Eduard va respondre saquejant Ànglia de l'Est. Quan es retirava, part del seu exèrcit va ser interceptat pels danesos, tenint lloc la batalla d'Holme el 13 de desembre del 902. Segons la Crònica anglosaxona, els danesos van guanyar la batalla però patint nombroses baixes, entre elles el mateix Æthelwold i el rei viking Eohric, d'Ànglia de l'Est.
Malgrat la mort del seu cosí, les relacions d'Eduard amb els regnes del nord foren problemàtiques durant un llarg període i segons la Crònica anglosaxona només es va acordar la pau amb Ànglia de l'Est i Northumberland per pura necessitat. Eduard va capturar la ciutat de Chester el 907.
El 909, Eduard va tornar a enviar les seves tropes contra els vikings de Northumberland, que al seu torn atacaren Mèrcia. Aquest cop, però, els vikings foren totalment derrotats per una força combinada de saxons i homes de Mèrcia a la batalla de Tettenhall. Després d'aquesta derrota, mai més creuaren el riu Humber.

## Expansió del Regne
Eduard va estendre el control de Wessex sobre la totalitat de Mèrcia, Ànglia de l'Est i Essex, conquerint terres ocupades pels vikings danesos. Eduard va acabar amb l'autonomia de Mèrcia a finals del 918, quan va morir la seva germana Æthelflæd, que hi havia governat. Æthelflæd va anomenar la seva filla Ælfwynn com la seva hereva, però Eduard la va deposar. Va annexionar les ciutats de Londres i Oxford, així com les terres d'Oxfordshire i Middlesex el 911. Cap al 918, tots els danesos que vivien al sud del riu Humber s'havien rendit. Al final del seu regnat, danesos, escocesos i gal·leos l'havien reconegut com a "father and lord" («pare i senyor»).

## Religió
Eduard va reorganitzar l'església catòlica a Wessex, creant nous arquebisbats, però tot sembla indicar que ell mateix no era gaire religiós, al contrari que el seu pare. De fet, el Papa el va renyar per escrit demanant-li més atenció als afers religiosos.

## Mort
Va morir el 17 de juliol del 924 quan liderava l'exèrcit contra una nova rebel·lió dels gal·lesos de Mèrcia. Fou enterrat a Winchester.

## Família i successors
Eduard va tenir al voltant de catorze fills, fruit de tres matrimonis.
Primer es va casar amb Ecgwynn el 893. Els seus fills foren:
- El futur rei Etelstan (c.893 – 939)
- Eadgyth o Santa Edith, casada amb el viking Sihtric Cáech i més tard monja.

El 899, Eduard es va casar amb Ælfflæd i tingueren:
- Eadgifu, casada amb Carles III de França.
- Etelweard que seria rei només 16 dies.[10]
- Eadgyth (910–946), esposa d'Otó I de Sacre Imperi Romanogermànic.
- Eadhild, esposa d'Hug el Gran (robertí).
- Ælfgifu, que es va casar amb un príncep europeu, a vegades identificat com Conrad II de Borgonya.
- Eadflæd. que esdevingué monja.
- Eadhild, que també esdevingué monja.
- Edwin de Wessex.

Finalment, Edward es va casar per tercer cop amb Edgiva de Kent, i els seus fills foren:
- El futur rei Edmund el Magnífic (922–946).
- El futur rei Edred (mort el 955).
- Santa Edburga de Winchester, morta el 960.
- Edgiva, esposa de "Lluís, príncep d'Aquitània", de disputada identitat.

La reina Edgiva va sobreviure Eduard i els seus fills, i encara era viva durant el regnat del seu net el rei Edgard el Pacífic.